# Lucius Marcius Censorinus (consul in 39 v.Chr.)
Lucius Marcius Censorinus was een Romeins politicus en senator in het midden van de 1e eeuw v.Chr.
Censorinus was een neef van Gaius Marcius Censorinus. Hij kwam uit een familie, die aanhanger van Gaius Marius waren en dus tot de volgelingen van diens neef Gaius Julius Caesar behoorde. Marcius wordt voor het eerst in onze bronnen vermeld, wanneer hij Caesar bij diens dood op de Iden van maart tracht te beschermen. Na de dood van Caesar werd hij aanhanger van Marcus Antonius en werd in 43 v.Chr. diens opvolger als praetor urbanus. Tijdens de burgeroorlog-achtige omstandigheden die volgden op Caesars dood, bleef hij Marcus Antonius trouw en werd daarom ook de toegang tot de Senaat verboden. Met de oprichting van het tweede triumviraat kon Marcius terugkeren en hij kocht de villa urbana van de tijdens de proscripties vermoorde Marcus Tullius Cicero. In 42 v.Chr. was Marcius Censorinus propraetor van Achaea en Macedonia en blijft dit tot in 40 v.Chr.. In het jaar 39 v.Chr. was hij samen met Gaius Calvisius Sabinus consul. Zijn ambtperiode begon met een triomftocht ter ere van een overwinning op de Macedoniërs. Hij wordt waarschijnlijk nog in 17 v.Chr. vermeld als quindecemvir sacris faciundis bij de Ludi Saeculares en zou dus de val van Marcus Antonius hebben overleefd.

## Antieke bronnen
- Die Fragmente der griechischen Historiker 90 F 130, p. 410.
- Cicero, Philippicae Orationes XI 36.
- Velleius Paterculus, II 14.3.
- IG II/III 4113.
- CIL VI 32323.